# Another Beatles Christmas Record
Another Beatles Christmas Record (englisch Noch eine Beatles-Weihnachtsschallplatte) ist eine etwa vierminütige sogenannte Flexi-Disk mit Weihnachtsgrüßen der Beatles, die der Fanclub der Band am 18. Dezember 1964 exklusiv an seine Mitglieder versandte.

## Entstehung
Nachdem die erste Weihnachtsschallplatte der Beatles The Beatles Christmas Record bei den Mitgliedern des Fanclubs sehr gut ankam, wurde entschieden, dass die Band von nun an in jedem Jahr eine solche Schallplatte von ihrem Fanclub herausgeben lässt. Die Aufnahmen für Another Beatles Christmas Record fanden am Abend des 26. Oktober 1964 in den Abbey Road Studios in London statt. Den Aufnahmen gingen die Sessions für die Lieder Honey Don’t und What You’re Doing voraus. Insgesamt nahmen die Beatles fünf Takes auf, bis Another Beatles Christmas Record komplett war.

## Inhalt
Die Aufnahme beginnt mit einer sehr schrägen Version von Jingle Bells, der eine Danksagung von Paul McCartney folgt. Scherzhaft fügt er hinzu: “We hope you’ve enjoyed listening to the records as much as we’ve enjoyed melting them” („Wir hoffen, dass ihr das Anhören der Schallplatten so sehr genossen habt, wie wir es genossen haben, sie einzuschmelzen“).
Im Anschluss dankt John Lennon den Fans insbesondere dafür, dass sie sein Buch In His Own Write gekauft haben. Dann dankt George Harrison den Fans dafür, dass sie sich den Beatles Film A Hard Day’s Night angeschaut haben und kündigt an, dass der nächste Film in Farbe gedreht wird. Ringo Starr dankt den Fans dafür, dass sie Fans sind, und berichtet von der vergangenen Beatles-Tournee sowie von dem immer wieder überwältigenden Empfang an den Flughäfen, der ihnen zur Begrüßung bereitet wird.
Nach den Danksagungen spielt John Lennon Klavier und singt das Lied Can You Wash your Father’s Shirts, in das die restlichen drei Beatles mit einstimmen. Nach diesem Lied senden die Beatles noch gemeinsam Weihnachtsgrüße.

## Veröffentlichungen
- An die mittlerweile auf 65.000 angewachsene Zahl der Mitglieder des britischen Beatles Fanclubs wurde die Aufnahme auf einer Flexi-Disk versandt. Die US-amerikanischen Mitglieder des Fanclubs erhielten die Aufnahme nicht, stattdessen bekamen sie die Aufnahme des Jahres 1963 als Beilage des offiziellen Magazins des dortigen Fanclubs.[1]
- Eine weitere Veröffentlichung der Aufnahme fand am 18. Dezember 1970 statt, als die Aufnahme gemeinsam mit allen weiteren Weihnachtsaufnahmen auf dem Album The Beatles Christmas Album erschien, das nur an Fanclubmitglieder versandt wurde.
- Am 15. Dezember 2017 wurden erstmals offiziell Nachpressungen der sieben britischen Weihnachtssingles in einer limitierten Box mit dem Titel Happy Christmas Beatle People! veröffentlicht. Statt als Flexidiscs wurden sie auf buntem Vinyl gepresst, das Artwork wurde den Originalcovern nachempfunden. In den Liner Notes sind unter anderem die damaligen Begleitschreiben der Beatles an die Fanclubmitglieder abgedruckt.[2]